# Caladrius

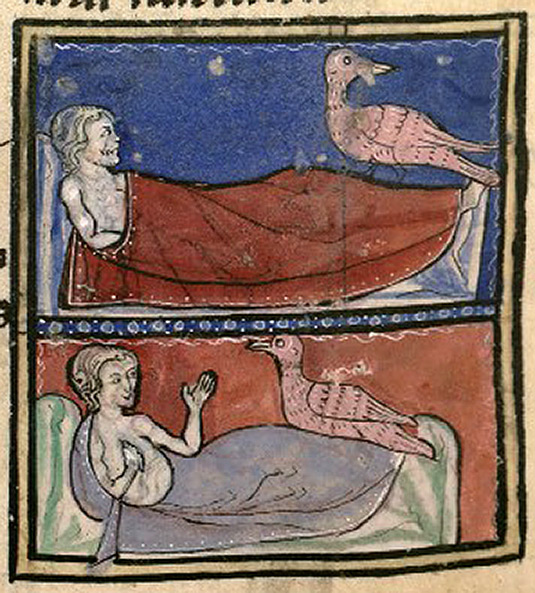
Caladrius. Bibliothèque Nationale de France, lat. 14429, Folio 106v; 13. Jh.

Der Caladrius, auch Charadrius, Galadrius und ähnlich, ist ein großer, meist weißer Vogel der Mythologie und des Volksglaubens, der Einfluss auf den Verlauf von Erkrankungen des Menschen nimmt. Im Mittelalter tauchte er in den Bestiarien und in den Ausgaben des Physiologus auf und ist Teil der christlichen Ikonographie.

## Fiktive Eigenschaften
Der Caladrius lebt in Herrscherhäusern und sagt den Verlauf einer Krankheit voraus. Wenn er einem kranken Menschen ins Gesicht schaut, bedeutet das, dass dieser gesund werden und weiterleben wird. Schaut der Vogel weg, wird der Kranke an seinen Leiden sterben.
Der Caladrius kann heilen, indem er dem Menschen die Krankheit entzieht, sie in sich selbst aufnimmt und damit davonfliegt in die Sonne, die die Krankheit verbrennt und damit zerstört.

## Geschichte

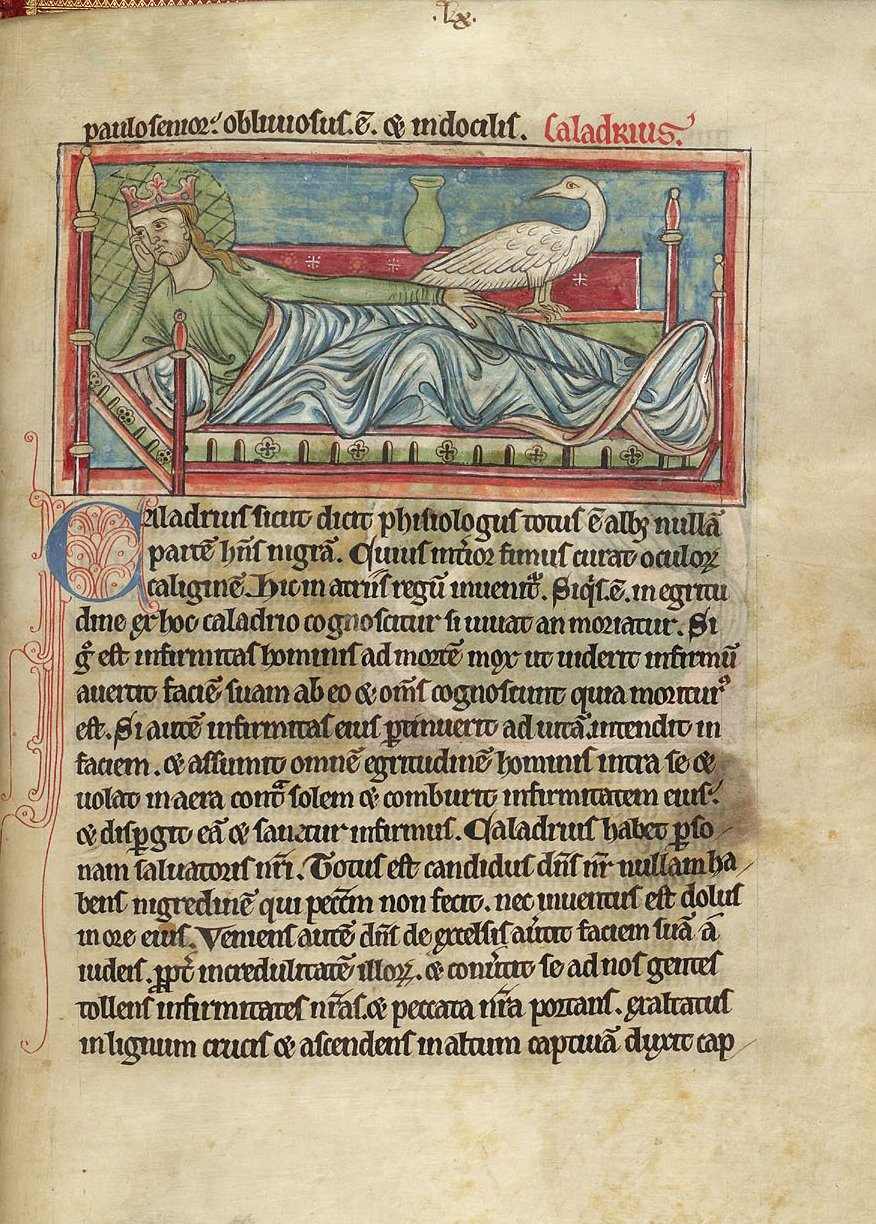
Caladrius am Krankenbett eines Königs. British Library, Harley 4751 f. 40; 13. Jh.

In der Antike und im frühen indogermanischen Raum schrieb der Volksglaube dem Goldregenpfeifer, Charadrius pluvialis, und dessen goldgelb geflecktem Gefieder Heilkräfte zu. Als „unreiner“ Vogel war er ungenießbar, die Exkremente verwendete man als Arznei. Im Gegensatz zu den antiken Schriften beschreibt der spätantike Physiologus den Caladrius als rein weißen Vogel und verleiht ihm die Fabel vom weissagenden und alle Krankheiten heilenden, schwanengleichen Geschöpf, das sich vor allem den Herrschern widmet. Das christliche Mittelalter sah in seinem fleckenlosen Weiß das Symbol für Jesus Christus, der sich von den Juden ab- und den Heiden zuwendet, um ihnen ihre Sünde, ihre „Krankheit“, zu nehmen.

## Überlieferung
Die Überlieferung des Namens weist ebenso wie die der Erzählung zahlreiche Varianten auf, die im Wesentlichen auf Missverständnissen und Lesefehlern beruhen.
Der Name des wundersamen Vogels, charadrius, erscheint im Mittellateinischen auch in der durch Dissimilation entstandenen Form caladris, was zur Identifikation mit calandris, der Lerche, führte. In der Vulgata ist das hebräische anaphah (unreiner Vogel) mit charadrios übersetzt und bringt damit den Strandläufer ins Spiel, was Luther als Reiher übertrug und damit eine weitere Vogelvariante hinzufügte. Darüber hinaus sind ähnliche Namensversionen belegt.
Die Antike schrieb dem Anblick des Regenpfeifer-Gefieders die Heilung von der Gelbsucht zu. Von seinen Exkrementen versprach man sich eine Wirksamkeit gegen die Blindheit. Eine diesbezügliche Passage des Physiologus ([…] cuius interior fimus oculorum caliginem curet […]) führte zur Verwechslung von fimus (Mist) und femur (Oberschenkel), woraus sich im 13. Jahrhundert die Version ergab, dass man mit dem Knochenmark aus dem Oberschenkel des Caladrius Blinde heilen könne. In einer anderen Variante trägt der Galadrius einen Stein im Bein, der – aufs Auge gelegt – zu besserer Sehkraft führe und es damit ermögliche, durch Wegschauen den geizigen Reichen dem Tode zu weihen und durch Anblicken dem Mildtätigen nachhaltig zum Glück zu verhelfen.